# Trofeo Federale 1994
Il Trofeo Federale 1994 è stato la 9ª edizione di tale competizione, e si è concluso con la vittoria del Faetano, al suo primo titolo.

## Risultati
- Semifinali

A)  Faetano -  La Fiorita 0 - 0 d.t.s (5 - 4 rigori)
B)  Tre Fiori -  Folgore 1 - 1 d.t.s. (4 - 5 rigori)
- Finale:

C)   Faetano -  Folgore 2 - 0